# آبرة الورق
آبرة الورق (الاسم العلمي Neuroterus lanuginosus)، نوع من الآبرات تركب أوراق السنديان وتحدث فيها
العفص البلسني وهو أشهر أنواع العفص وأعمها استعمالًا.